# Petar Tanasijević
Petar Tanasijević  (1932. – 2016.) je bio srpski skladatelj i pisac pjesama srpske narodne glazbe. Najpoznatiji je po autorstvu dviju popularnih pjesama: "Jutros mi je ruža procvetala" i "Od izvora dva putića". Za života je napisao preko tisuću pjesama i prodao preko 1.2 milijuna ploča.
Petar je rođen 1932. godine u Beogradu, ali je zbog službe svog oca odrastao u Smederevskoj Palanci, gdje je pohađao osnovnu i glazbenu školu, te gimnaziju. Svoju prvu pjesmu, Spustila se jesen po poljima, napisao je 1952. godine. Ta se pjesma kasnije našla u knjizi Ivana Cenerića "Lira od 1000 najboljih narodnih pjesama". Tri godine poslije upisuje se na studij svjetske književnosti Filološkog fakulteta u Beogradu.  1956. godine biva primljen na Radio Beograd. Snimio je preko 120 izvornih narodnih skladbi, koje se i dan-danas emitiraju. Pjesmu koju je izveo sa svojim bratom Draganom, "Svrati devojko u moj vinograd", proglašena je za pjesmu desetljaća (1960. – 1970.) Početak njegove skladateljske karijere počinje suradnjom s Lepom Lukić. Kada je počeo skladati za nju, prestao je baviti se pjevanjem. Surađivao je i s nekim drugim pjevačicama, među inima i sa Silvanom Armenulić. Napisao je i glazbu za neke poznate filmove: "I bog stvori kafansku pevačicu" i "Kamiondžije". 

## Najpoznatije pjesme
- Jutros mi je ruža procvetala
- Divlje ruže
- Od izvora dva putića
- Oj, meseče zvezdo sjajna
- Godine su prolazile
- Imam nano dva dilbera
- Slavujeva pesma
- Često suza kane
- Malo cik, malo cak
- Muzika za seriju "Kamiondžije"
- Ima jedan čardak stari
- Ne pitaj me
- Šumadijo, zelena livado
- Lepe li su letnje noći
- Kruševljanka
- Moj Dragane
- Ne skidaj burmu
- Pitao sam kamen pokraj puta

## Albumi
- Ansambl Spasojević (Stepić, M. Popović i Petar Tanasijević) - Berba grožđa, Diskos 1962.
- Zilha Armenulić i Petar Tanasijević - Volesmo se zlato moje, Diskos 1965.
- Milica Popović i Petar Tanasijević - Svrati, devojko, U moj vinograd, Jugoton 1965.
- Zilha Armenulić - P. Tanasijević - Znaš li, dušo, PGP RTB 1966.
- Zilha Armenulić i Petar Tanasijević - Nikom neću reći da te volim, PGP RTB 1966.
- Biserka Mišić i Petar Tanasijević - Pesma o jaranima, Jugoton 1966.
- Biserka Mišić i Petar Tanasijević - Lepa Čergarka, Jugoton 1966.
- T. Đorđević I Petar Tanasijević - Zdravica, PGP RTB 1967.